# Та не дай, Господи, нікому
«Та не дай, Господи, нікому» — вірш Тараса Шевченка, написаний 1848 року у Орській фортеці.

## Написання
Збереглося кілька чистових автографів вірша: автограф у «Малій книжці»; автограф у «Більшій книжці». Автографи не датовані.
Вірш датується дослідниками за місцем автографа у «Малій книжці» серед творів 1848-го та часом перебування Шевченка з 22 червня 1847-го до 11 травня 1848 року в Орському укріпленні, орієнтовно: січень — початок травня 1848 року, місце написання — Орська фортеця.
Первісний автограф не відомий. Після повернення Аральської описової експедиції до Оренбурга, орієнтовно наприкінці 1849-го (не раніше 1 листопада) або на початку 1850 року (не пізніше 23 квітня — дня арешту поета) Шевченко переписав вірш з невідомого ранішого автографа до «Малої книжки» (під № 5 до першого зшитка за 1848 рік) між поезією «Ой гляну я, подивлюся...» і поемою «Царі». Під час перебування у Москві 19 — 25 травня 1858 року Шевченко переписав вірш до «Більшої книжки» так само між поезією «Ой гляну я, подивлюся...» і поемою «Царі», але із зміненою строфікою (з чотирьох дворядкових строф зроблено дві чотирирядкові строфи) і з виправленням в останніх чотирьох рядках.
З «Малої книжки» твір переписано до рукописної збірки невідомої особи з окремими, за свідченням О. Я. Кониського, виправленнями Шевченка кінця 1850-х років, що належала Л. М. Жемчужникову і тепер не відома. З варіантами автографа у «Малій книжці» збігаються тільки рядки 5 і 6. Варіантів у рядках 7 і 8 Кониський не подає. Очевидно, їх не було.

## Публікація
Вперше вірш надруковано за «Більшою книжкою» у виданнях: «Кобзарь Тараса Шевченка / Коштом Д. Е. Кожанчикова» (СПб., 1867 рік, стор. 423) і «Поезії Тараса Шевченка» (Львів, 1867 рік, том 2, стор. 227).

## Сюжет
В цій ліричній мініатюрі з великою силою передано мотиви туги, безвиході, неволі. Вірш пройнятий народнопісенною інтонацією й образністю. 

## Музика
Музику до твору написали М. В. Лисенко і С. І. Воробкевич.